# Fakaofo

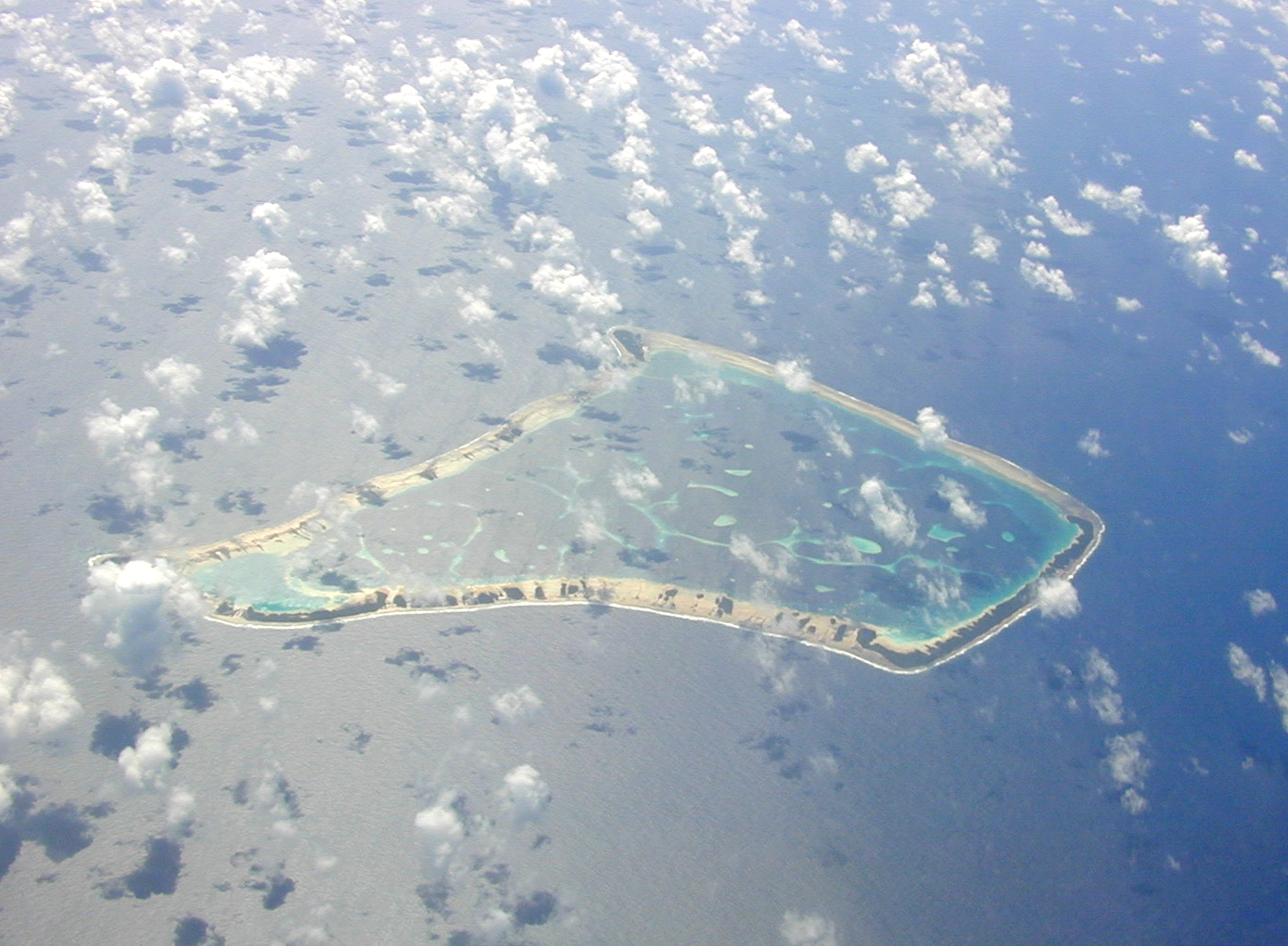
Vista de Fakaofo.

Fakaofo é um atol das ilhas Toquelau, dependentes da Nova Zelândia. É o atol mais oriental do arquipélago, nas coordenadas: 9° 20′ S, 171° 15′ O. Tem uma população de menos de 500 habitantes, apesar de que antes fosse o mais povoado. O atol mede uns 5 km de comprimento e uns 12 quilômetros de largura.
A ilha de Fakaofo, que está a oeste, tem um povoado com o mesmo nome de Fakaofo. Mais ao oeste, no extremo, encontra-se a ilha de Fenua Fala, onde está a outra aldeia da ilha. Na aldeia de Fakaofo podem ancorar as embarcações. Há uma passagem para na laguna onde as embarcações podem entrar em caso de emergência, e em Fenua Fala também pode-se ancorar. A ilha do extremo sul chama-se Fenua Loa, a do extremo leste (noroeste), Matagi; e a do norte, Mulfenua.
Fakaofo foi descoberto pelo capitão francês Morvan em 1841. Antes conhecia-se com o nome de Bowditch.